# Joseph Schalom Elyashiv

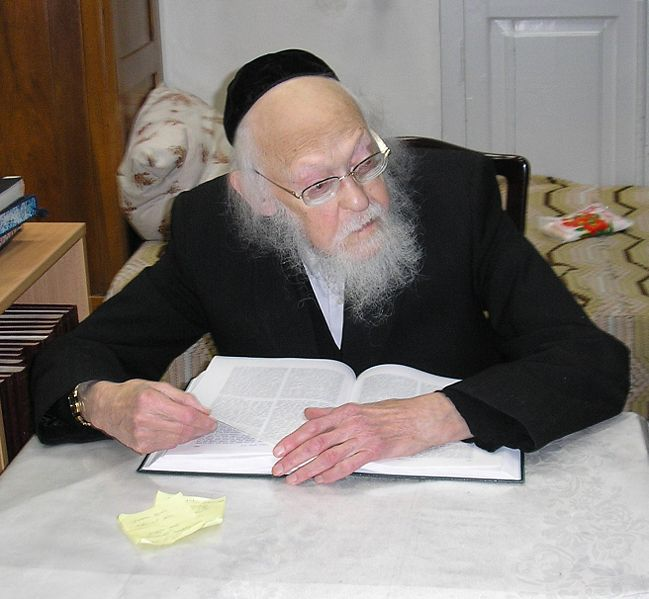
Rabbi Joseph Schalom Elyashiv (2008)

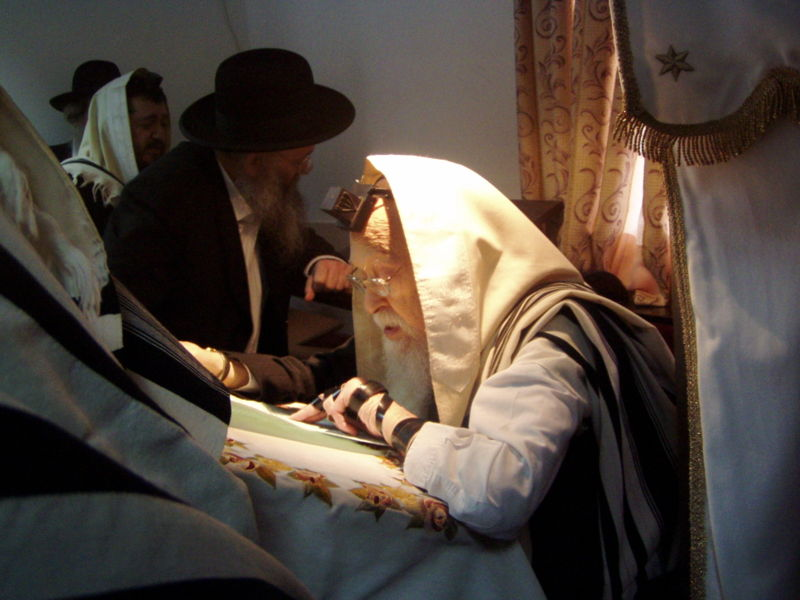
Elyashiv bei einer Talmud-Lesung (2007)

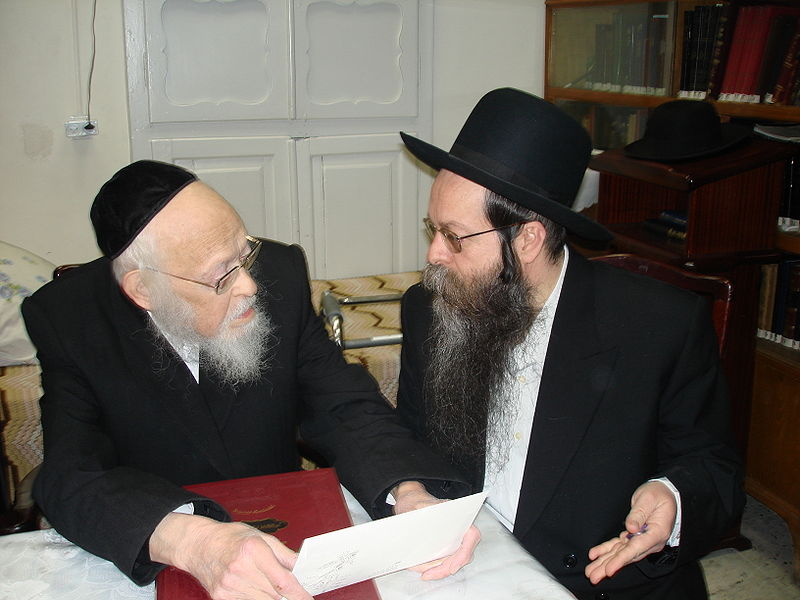
Elyashiv mit seinem Enkel Rabbi Schlomo Kanievsky (2006)

Joseph Schalom Elyashiv (* 10. April 1910 in Schaulen, Russisches Reich – 18. Juli 2012 in Jerusalem; hebräisch יוסף שלום אלישיב) war ein israelischer charedischer Rabbiner und Posek. Elyashiv war bis zu seinem Tod als Rechtsgelehrter aktiv und gehörte zu den erstrangigen Führern der israelischen sowie der in der Diaspora lebenden litauisch-charedischen Gemeinde. Viele aschkenasische Juden betrachteten ihn als Posek Ha-dor, die führende Autorität bei Fragen zur Halacha, dem jüdischen Recht. Er lebte in Jerusalem.

## Leben
Joseph Schalom Elyashiv war ein Enkel des kabbalistischen Rabbiners Schlomo Eljaschiw (des Leschem, 1841–1926) von Schaulen. Sein Vater war Abraham Elyashiv von Homel (heute Weißrussland), seine Mutter hieß Chaya Moussa Elyashiv. Er war ein Einzelkind, seine Eltern bekamen ihn nach 17 Jahren Ehe. Der ursprüngliche Nachname seines Vaters war Erener, aber dieser übernahm den Namen seines Schwiegervaters, um ein Zertifikat zu erhalten, das der Familie eine Einreise in das britische Mandat Palästina ermöglichte. Die Elyashivs gingen im Jahr 1922 nach Palästina, als Joseph zwölf Jahre alt war.
Rabbi Abraham Isaak Kook, Oberrabbiner von Israel, schlug Sheina Chaya (gest. 1994), Tochter von Rabbi Aryeh Levin, als Ehepartnerin für Elyashiv vor. Das Paar hatte fünf Söhne und sieben Töchter; sechs ihrer Töchter heirateten bedeutende rabbinische Personen – so war beispielsweise seine älteste Tochter mit dem bekannten israelischen Rabbiner Chaim Kaniewski verheiratet. Ein Sohn starb als Kind an Typhus, eine Tochter kam 1948 durch jordanischen Beschuss ums Leben. Zum Zeitpunkt seines Todes hatte Elyashiv schätzungsweise an die 1000 Nachfahren. Begraben wurde er auf dem Har HaMenuchot.

## Geistiger und politischer Führer
Elyashiv war spiritueller Führer der ultraorthodoxen Degel-haTora-Partei, die auch in der Knesset vertreten ist. Er besaß großen Einfluss auf die Politik der Partei, welche Teil der Allianz Vereinigtes Thora-Judentum ist. Degel HaTorah hielt sich streng an alle seine Entscheidungen und Anweisungen. Im Jahr 1989, bei der Entstehung der Partei, bat Rabbi Elasar Menachem Schach Elyashiv erfolgreich darum, sich bei deren politischer Führung zu beteiligen. Er wohnte den großen öffentlichen Zusammenkünften bei und beteiligte sich bei Entscheidungen. Die meisten Rosch-Jeschiwa, welche der Bewegung Agudath Israel of America angehörten, holten seine Meinung ein und folgten seinem Rat und seinen Richtlinien. Trotz seiner Gelehrsamkeit und seines Einflusses besaß er keinen offiziellen Titel, weder als Führer einer Gemeinde, einer Jeschiwa noch einer anderen bestimmten Gemeinschaft.
Er verbrachte die meiste Zeit mit dem Studium des Talmuds und hielt Vorlesungen über ihn sowie den Schulchan Aruch an einer Synagoge im Jerusalemer Stadtviertel Me'a Sche'arim, wo er auch seinen Wohnsitz hatte.
Elyashiv rief seine ultraorthodoxen Anhänger wiederholt zum Boykott aller staatlichen Programme auf, sei es weltliche Schulbildung, nationaler oder militärischer Dienst.

## Werke
Die halachischen Entscheidungen und Einsichten Elyashivs wurden in mehreren Büchern festgehalten. Das mehrbändige Kovetz Teschuvos beinhaltet Responsen, die aus über viele Jahre entstandenen Fragen hervorgegangen sind. Seine ethischen und predigtbezogenen Kommentare zur Tora, die meisten aus den 1950er Jahren stammend, wurden als Divrei Aggada gesammelt und veröffentlicht.